# Елизабет фон Золмс-Браунфелс (1593 – 1637)
Елизабет фон Золмс-Браунфелс (на немски: Elizabeth von Solms-Braunfels; * 18 октомври 1593; † 6 февруари 1636/14 август 1637) от Дом Золмс, е графиня от Золмс-Браунфелс и чрез женитба вилд- и райнграф на Салм-Даун.

## Живот
Тя е най-голямата дъщеря на граф Йохан Албрехт I фон Золмс-Браунфелс (1563 – 1623) и първата му съпруга графиня Агнес фон Сайн-Витгенщайн (1569 – 1617), дъщеря на граф Лудвиг I фон Зайн-Витгенщайн (1532 – 1605) и втората му съпруга Елизабет фон Золмс-Лаубах (1549 – 1599). Баща ѝ Йохан Албрехт I се жени втори път на 8 февруари 1619 г. в Зимерн за графиня Юлиана фон Насау-Диленбург (1565 – 1630).
Елизабет се омъжва през 1619 г. за вилд- и райнграф Волфганг Фридрих фон Салм-Даун (1589 – 1638), син на вилд- и райнграф Адолф Хайнрих фон Салм-Даун (1557 – 1606) и съпругата му Юлиана фон Насау-Диленбург (1565 – 1630).
Елизабет фумира на 14 август 1637 г. на 43 години и е погребана в „Св. Йоханисберг“. Волфганг Фридрих фон Салм-Даун се жени втори път 1637 г. за графиня Йохана фон Ханау-Мюнценберг (1610 – 1673), дъщеря на граф Албрехт фон Ханау-Мюнценберг.

## Деца
Елизабет и Волфганг Фридрих имат седем деца:
- Йохан Лудвиг (* 1620; † 6 ноември 1673 във Виена), вилд и райнграф в Даун, граф на Салм, женен I. на 30 октомври 1643 г. за графиня Елизабет фон Пютлинген (* 1620; † пр. 22 август 1649), II. на 31 август 1649 г. за графиня Ева Доротея фон Хоенлое-Валденбург (* 3 февруари 1624; † 5 февруари 1678)
- Анна Юлиана (1622 – 1667), омъжена 1640 г. за вилд- и райнграф Адолф фон Салм-Грумбах (1614 – 1668)
- Ернст (* 1623; † млад)
- Амалия Маргарета (1626 – 1674), монахиня в Гандерсхайм
- Хайнрих Филип (* 1628; † млад)
- Лудовика (1631 – 1687), омъжена 1663 г. за граф Георг Августин фон Щубенберг (1628 – 1691)
- Фридрих (*/† 1635)